# Perrotia alba
Perrotia alba är en svampart som beskrevs av Dennis 1961. Perrotia alba ingår i släktet Perrotia och familjen Hyaloscyphaceae.   Inga underarter finns listade i Catalogue of Life.